# Michael August Schichtl
Michael August Schichtl (* 22. Oktober 1851 in München; † 16. Februar 1911 ebenda) war ein deutscher Schausteller. Er gehörte der bayerischen Theaterfamilie Schichtl an.

## Leben
August Schichtl entstammte einer alten Artistenfamilie und war der jüngste Sohn von Ignatz und Barbara Schichtl. Er erlernte zuerst das Korbmacherhandwerk, doch interessierte er sich vor allem für die Salonmagier-Ausbildung, welche sein Bruder Franz August absolvierte.
1869 eröffnete er zusammen mit seinen Brüdern Franz August und Julius das „Zaubertheater“ und wurde damit zu einem legendären Theaterdirektor, Ausrufer, Magier und Trommelvirtuosen auf dem Münchner Oktoberfest. Berühmt wurde er durch die Enthauptung einer lebendigen Person mittels Guillotine, die 1872 in das Programm aufgenommen wurde. Schichtl trat mit seinem Zaubertheater nicht nur in München, sondern in ganz Süd- und Mitteldeutschland bei vielen Volksfesten, Messen und Märkten auf.
Schichtl war verheiratet mit Eleonore Karl (1855–1922), der Tochter einer „Seiltänzersfrau“, die ihre Tochter Wilhelmine mit in die Ehe brachte. 1907 starb Schichtls einzige leibliche Tochter Mariele im Alter von 13 Jahren.
Michael August Schichtl wurde unter großer Anteilnahme der Münchener am 18. Februar 1911 auf dem Münchner Waldfriedhof begraben. Seine Witwe verkaufte das Theater nach dem Oktoberfest 1911 an ihren Ziehsohn Johann Eichelsdörfer († 1954).

## Hörspiele von Justin Schröder
Hinweis: Da bei der ARD-Hörspieldatenbank die Datensätze zwischen 1928 und Kriegsende 1945 (Stand Mai 2020) noch nicht erfasst sind, liegen nur die Angaben der Produktionen von 1950 und 1969 des Bayerischen Rundfunks vor.
Dem Datensatz des Hörspiels von 1969 kann man aber entnehmen, dass Justin Schröder (1899–1971) bereits um 1937 das Hörspiel über August Schichtl verfasst hat.
- 1950: Auf geht’s beim Schichtl! Ein Hörbilderbogen um den Schaustellerkönig August Schichtl (Original-Hörspiel, Mundart-Hörspiel) – Komposition: Rolf Alexander Wilhelm; Bearbeitung und Regie: Peter Glas; Erstsendung: 17. September 1950 | 59'20 Minuten

Sprecher:
- - Liane Kopf, Gertrud Spalke, Elfie Pertramer, Willy Rösner, Alfred Pongratz, Edmund Steinberger, Hans Hunkele, Wastl Witt, Paul Kürzinger, Rudolf Vogel, Sepp Nigg, August Riehl und Kurt Hinz

- 1969: Auf geht’s beim Schichtl! (Original-Hörspiel) – Komposition und Dirigent des Studio-Orchesters: Raimund Rosenberger; Regie: Olf Fischer; Erstsendung: 22. November 1969 | 87'40 Minuten

Sprecher:
- - Fritz Straßner:	August Schichtl
  - Christa Berndl:	Lora, seine Frau
  - Christiane Blumhoff:	Johanna, ihre Tochter
  - Margot Schellemann:	Anna
  - Ludwig Schmid-Wildy:	Moritz, Schichtls Diener
  - Karl Tischlinger:	Kramer Lugl, Athlet
  - Hans Löscher:	Rudolf „August“
  - Rolf Castell:	Felix, Artist
  - Maxl Graf:	Johann, Schichtls Bruder
  - Karl Obermayr:	Schichtls Bruder
  - Hans Stadtmüller:	Schichtls Bruder
  - Bum Krüger:	Ein Tippelbruder
  - Wolf Euba:	Fritz Gebhart
  - Annemarie Wendl-Kleinschmidt:	Frau Hagemann, Pensionsmama
  - Alexander Malachovsky:	Zirkusdirektor Tosini
  - Ludwig Wühr:	Ein Gast
  - Helmut Alimonta:	Ein Bräuwirt
  - Percy Adlon:	1. Freund Gebharts
  - Jürgen Nefzger:	2. Freund Gebharts
  - Simon Schiller:	1. Münchner
  - Oskar Eckmüller:	2. Münchner
  - Marianne Lindner:	1. Münchnerin
  - Maria Stadler:	2. Münchnerin
  - Willy Schultes:	Ein Schreiber
  - Gerdt Diemeg: Ein Ober
  - Michael Lenz:	Ein Gast der Pension Hagemann
  - Max Grießer:	Moritatensänger
  - Erni Singerl:	Moritatensängerin